# Omnipotence

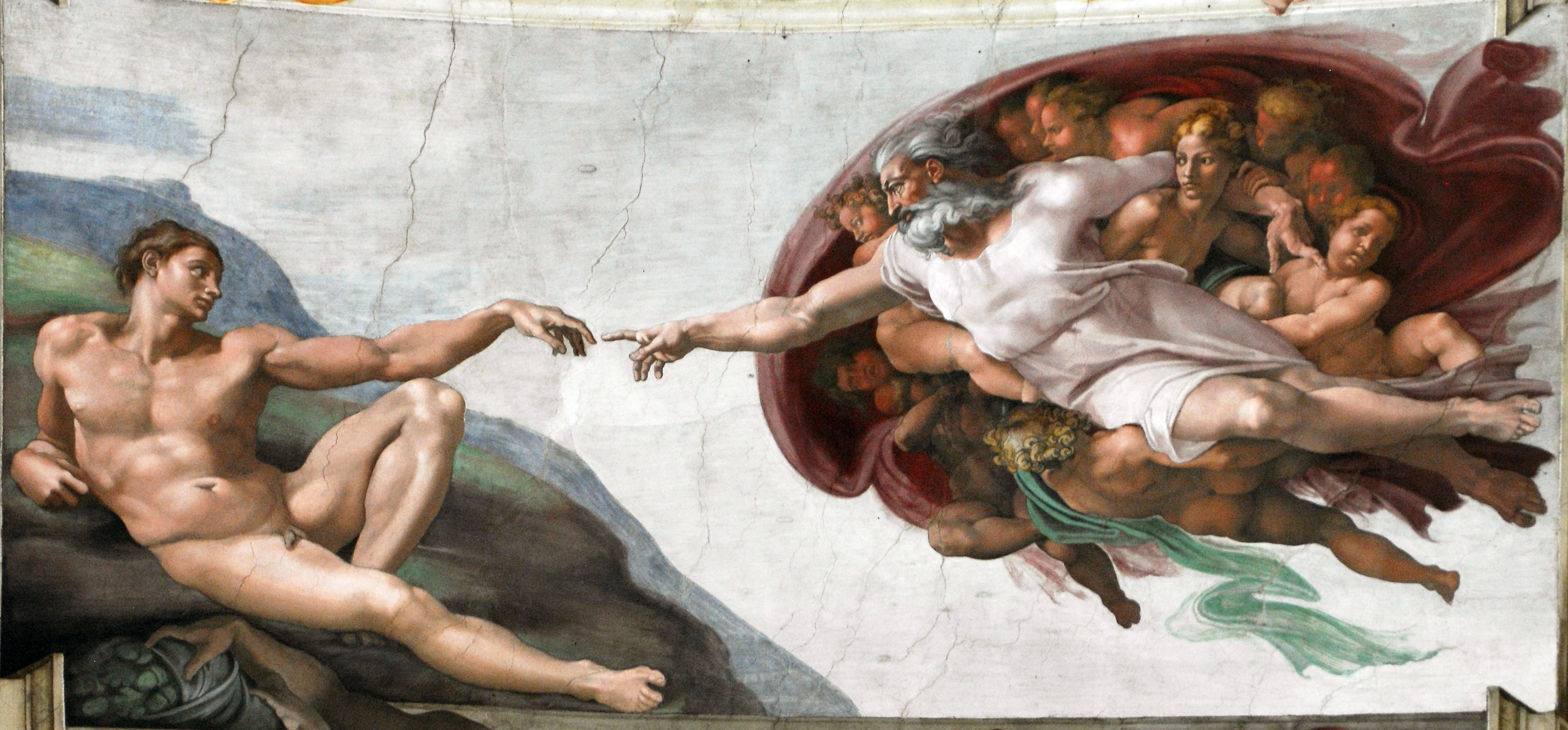
La Création d'Adam, représentée par Michel-Ange sur le plafond de la chapelle Sixtine.

Pour les articles homonymes, voir Toute-puissance.
L'omnipotence ou la toute-puissance (du bas latin omnipotentia, composé de omnis tout et de potentia puissance) est un pouvoir sans limite et sans fin. L’omnipotence, dans les religions monothéistes, est le pouvoir qu'a Dieu d'effectuer tout ce qui est "possible"[réf. nécessaire].
L'universalité de l'objet de la puissance divine n'est pas seulement relative, mais absolue, de telle sorte que la véritable nature de la toute-puissance n'est pas clairement exprimée lorsque l'on dit que Dieu peut faire tout ce qui est possible pour lui. En fait, il faut ajouter que rien n'est impossible à Dieu. L'intrinsèquement impossible est contradictoire en soi, et ses éléments s'excluent mutuellement, il ne peut en résulter rien d'autre que le néant. D'après Thomas d'Aquin, « il vaut mieux affirmer que l'intrinsèquement impossible est incapable de produire, plutôt que dire que Dieu ne peut pas le produire ». Inclure le contradictoire dans l'étendue de la toute-puissance, comme le fait le calviniste Vorstius, c'est faire de l'absurde un objet de l'intellect divin, et du néant un objet de la volonté et de la puissance divine. Or « Dieu est capable de tout ce dont l'accomplissement manifeste sa puissance », selon Hugues de Saint-Victor, « et Il est tout-puissant parce qu'il ne saurait être impuissant ».

## Paradoxe de l'omnipotence
Le paradoxe de l'omnipotence est la contradiction apparente inhérente à l'existence d'un être omnipotent : un tel être pourrait en effet décider d'actions qui limitent sa propre omnipotence. Certains philosophes prétendent que ceci prouve que l'omnipotence n'existe pas. D'autres expliquent le paradoxe comme étant le fait de ne pas comprendre ce qu'est l'omnipotence ou les différents degrés d'omnipotence possibles. Averroès a été le premier à suggérer ce paradoxe.
La spécificité d'un paradoxe est de reposer sur des prémisses supposées avérées, mais à l’aide desquelles on parvient de façon correcte à une conclusion qui contredit le sens commun. 
Un exemple classique est le suivant :
Dieu est-il capable de concevoir un rocher si lourd qu'il ne peut pas le soulever ? Si oui, alors le rocher est à présent impossible à mouvoir parce qu'il limite la puissance de Dieu. Dans le cas contraire, Dieu n'est pas non plus tout-puissant parce qu'il ne peut pas créer ce rocher. 
En résumé, l'argument est : 
Dieu est-il assez puissant pour limiter sa puissance ? Sinon, il manque quelque chose à sa toute-puissance. Si oui, il perd cette toute-puissance
Bref, ce paradoxe part de l'hypothèse que Dieu est omnipotent pour aboutir à la conclusion qu'il ne l'est pas.  
Les théologiens réfutent ce paradoxe en considérant qu'il s'agit d'une sorte de jeu de mots logique : un sophisme (du même genre que : « Tout ce qui est rare est cher. Or un cheval bon marché est rare. Donc un cheval bon marché est cher. »)
Le verbe « pouvoir » possède en effet deux significations distinctes. Il peut désigner : 
- soit une réelle puissance (« je peux voir », « je peux comprendre », « je peux décider librement »),
- soit une simple possibilité logique, qui correspond en fait à une faiblesse (« je peux tomber », « je peux perdre », « je peux mourir »).

Pour Thomas d’Aquin, en disant que Dieu « ne peut pas » mourir, ni s’autodétruire, ni vouloir une chose contradictoire, on ne refuse à Dieu aucune puissance réelle ; c’est au contraire une impuissance, une faiblesse qu’on exclut, mais une impuissance qui est conçue par notre esprit de façon positive comme une possibilité (« pouvoir mourir »), ce qui crée le paradoxe. 

## Source
- Cet article est partiellement ou en totalité issu de l'article intitulé « Toute-puissance (théologie) » (voir la liste des auteurs).